# 卓长仁
卓长仁（1948年—2001年8月10日），中國遼寧省沈阳市人。1982年於中國大陸犯案後，試圖逃避法律制裁，劫持從瀋陽飛往上海的中國民航296號航班飛往韓國，後被中華民國政府接往台灣，尊為反共義士。1991年因犯下綁架殺人罪，被判決死刑，2001年伏法。
卓长仁原在遼寧航校就讀，後擔任辽宁省机电设备公司统配产品科汽车计划员，一度掌握了辽宁全省的汽车分配大权，曾长期往返于广州与沈阳之间倒卖汽车。1982年於大陆因經濟犯罪被檢舉後，為逃避法律制裁，夥同姜洪軍、高東萍、王豔大、安偉建及吳雲飛共六人，於1983年5月5日劫持沈阳飞往上海的中国民航296号航班，飞往当时尚未与中華人民共和國建交的大韩民国。六人後被大韓民國政府依劫機罪判處二年到六年不等的有期徒刑，但當時中華民國政府出面營救六人並給予政治庇護，六人在韓被羈押一年三個月後，於1984年8月獲韓方特赦，驅逐出境并被遣送到台湾。六人抵台後，中華民國政府給予高規格接待，把六人冠上「六义士」美名，並依《反共義士起義來歸獎勵條例》給六人豐渥的千兩黃金等巨額獎金。身為劫機主謀的卓長仁不顧在瀋陽已有妻室，於1988年與當年一起劫機的高東萍(?-2014.8.20)在台結婚並育有兩子。1988年，《時報周刊》記者趙慕嵩曾秘密前往瀋陽採訪卓長仁原配以及高東萍鄰居，卓長仁原配後來雖跨海控告兩人重婚罪並勝訴，但卓高兩人始終維持同居關係。
卓长仁、姜洪军與另一名「反共義士」施小宁（原平潭縣人民武裝部彈藥庫管理員）三人後因在台工作始終不穩定，所獲得的巨額獎金又因揮霍及不當投资期货等因素迅速消耗殆盡，三人於负债累累情況下乃决定铤而走险，於1991年8月16日共同绑架经营土地仲介的前台北市国泰医院副院长王欲明之子王俊傑，並將其撕票（殺害）。翌年，全案在時任桃園地檢署檢察官邱鎮北主導下偵破，後經四次發回台灣高等法院更審，中華民國最高法院於2000年9月22日判處卓长仁、姜洪军死刑，施小宁無期徒刑確定。高東萍於判決確定後極力營救卓长仁，後經監察院同意重新調查此一案件，法務部罕見地於當時暫緩兩人死刑執行。後因監察院歷經八個月調查後仍未能找出足以改變判決結果的新事證，時任法務部部長陳定南於2001年8月9日批准卓姜兩人死刑執行令，翌日晚間兩人於台北看守所執行槍決，卓長仁在被押赴刑場前仍高喊「我是冤枉的」、「中華民國萬歲」，卓长仁時年53歲、姜洪军時年41歲。